# 碧玉

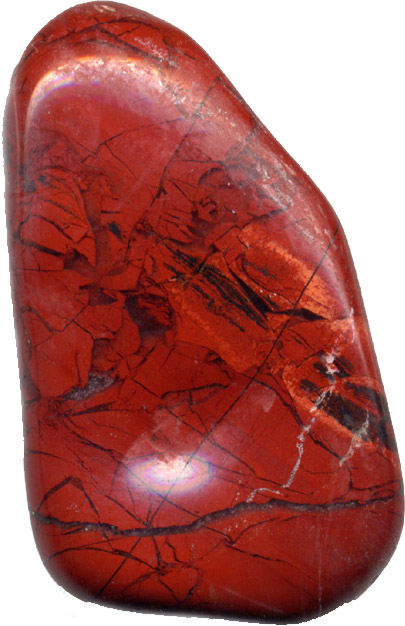
紅色碧玉

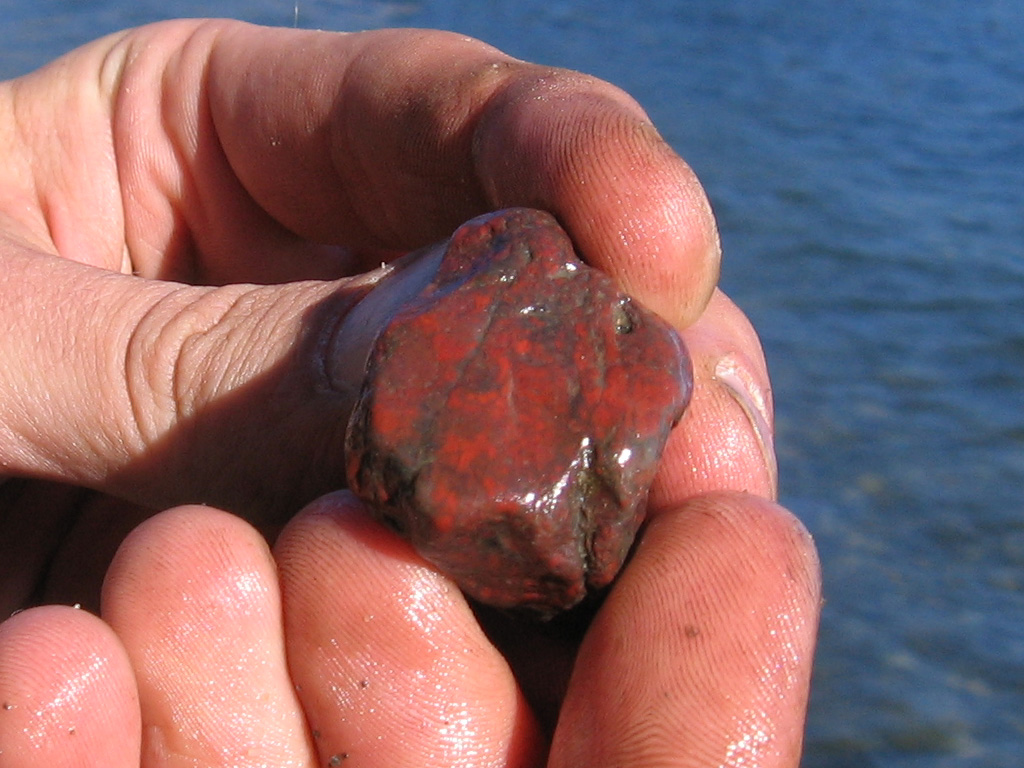
尚未拋光的碧玉。

碧玉，又稱鐵石英，是個不透明、不純的石英品種，通常呈現紅色、綠色、黃色或棕色，少部分呈現藍色。碧玉有光滑的表面，可作為裝飾品或寶石，也可以拋光之後製成花瓶或印章。

## 詞源和歷史用法
Jasper這個名字意思是「有斑紋的石頭」，語源來自古法語的jaspre（盎格鲁-诺曼语jaspe的變形）、以及拉丁文的iaspidem。iaspidem是來自希臘文的iaspis，iaspis是來自希伯來文的yashepheh，yashepheh是來自波斯文的yashp。